# Halakurki, Badami
Halakurki là một làng thuộc tehsil Badami, huyện Bagalkot, bang Karnataka, Ấn Độ.